# Peltacanthina excellens
Peltacanthina excellens är en tvåvingeart som beskrevs av Günther Enderlein 1912. Peltacanthina excellens ingår i släktet Peltacanthina och familjen bredmunsflugor. Inga underarter finns listade i Catalogue of Life.